# Wanzleben-Börde
Wanzleben-Börde − miasto w Niemczech, w kraju związkowym Saksonia-Anhalt, w powiecie Börde.

## Dzielnice miasta
| - Bergen - Blumenberg - Bottmersdorf - Buch - Domersleben - Dreileben - Eggenstedt - Groß Rodensleben | - Hemsdorf - Hohendodeleben - Klein Germersleben - Klein Rodensleben - Schleibnitz - Seehausen - Stadt Frankfurt - Wanzleben |